# Cratere Tejn
Tejn  è un cratere sulla superficie di Marte.